# بیب (ویرجینیای غربی)
بیب (به انگلیسی: Beebe) یک منطقهٔ مسکونی در ایالات متحده آمریکا است که در شهرستان لوگان، ویرجینیای غربی واقع شده‌است. بیب ۲۲۴٫۹۵ متر بالاتر از سطح دریا واقع شده‌است.